# قشلاق قازاچانی
قشلاق قازاچانی، روستایی از توابع بخش ملارد شهرستان شهریار در استان تهران ایران است.

## جمعیت
این روستا در دهستان اخترآباد قرار دارد و براساس سرشماری مرکز آمار ایران در سال ۱۳۸۵، جمعیت آن زیر سه خانوار بوده‌است.